# امپراتور آنکو
امپراتور آنکو ((به ژاپنی: 安康天皇، Ankō-tennō) درگذشته ۴۵۶ میلادی) بیستمین امپراتور ژاپن بود.
امپراتور آنکو بیستمین امپراتور افسانه ای ژاپن بود، طبق ترتیب سنتی جانشینی. آنکو اولین فردی است که به‌طور کلی در مورد حاکم تاریخی کل یا بخشی از ژاپن توافق شده است. هیچ تاریخ مشخصی را نمی‌توان به زندگی یا سلطنت این امپراتور اختصاص داد، اما به‌طور متعارف وی را سلطنت از ۴۵۳ تا ۴۵۶ می‌دانند. محل واقعی قبر آنکو مشخص نیست. امپراتور به‌طور سنتی در یک بنای یادبود شینتو در استان نارا مورد احترام است. ملکه او شاهزاده خانم ناکاشی (中 磯 皇 女)، دختر امپراتور ریچو بود. او همسر و فرزند دیگری نداشت.